# Sher phyin
Qui vengono conservati i sūtra del ciclo della Prajñāpāramitā, è suddiviso in 27 sottosezioni (D/Toh: 8-34).
- 8. ཤེར་ཕྱིན་སྟོང་ཕྲག་བརྒྱ་པ། (sher phyin stong phrag brgya pa): voll. 14-25; contiene la Śatasāhasrikāprajñāpāramitā ("La sapienza trascendente in centomila stanze") la più voluminosa delle Prajñāpāramitā.
- 9. ཤེར་ཕྱིན་སྟོང་ཕྲག་ཉི་ཤུ་ལྔ་པ། (sher phyin stong phrag nyi shu lnga pa): voll. 26--28; contiene la Pañcaviṃśatisāhasrikāprajñāpāramitā ("La sapienza trascendente in venticinquemila stanze").
- 10. ཤེར་ཕྱིན་ཁྲི་བརྒྱད་སྟོང་པ།  (sher phyin khri brgyad stong pa): voll. 29-31; contiene la Aṣṭādaśasāhasrikāprajñāpāramitā ("La sapienza trascendente in diciottomila stanze").
- 11. ཤེར་ཕྱིན་ཁྲི་པ། (sher phyin khri pa): vol. 32; contiene la Daśasāhasrikāprajñāpāramitā ("La sapienza trascendente in diecimila stanze").
- 12. ཤེར་ཕྱིན་བརྒྱད་སྟོང་པ། (sher phyin brgyad stong pa): vol. 33 contiene la Aṣṭasāhasrikāprajñāpāramitā ("La sapienza trascendente in ottomila stanze").
- 13. ཤེས་རབ་ཀྱི་ཕ་རོལ་ཏུ་ཕྱིན་པ་སྡུད་པ་ཚིགས་སུ་བཅད་པ། (shes rab kyi pha rol tu phyin pa sdud pa tshigs su bcad pa): vol. 34; contiene la Prajñāpāramitāsaṃcayagāthā ("Sintesi della sapienza trascendente in ottomila stanze").
- 14. རབ་ཀྱི་རྩལ་གྱིས་རྣམ་པར་གནོན་པས་ཞུས་པ་ཤེས་རབ་ཀྱི་ཕ་རོལ་ཕྱིན་པ་བསྟན་པ། (rab kyi rtsal gyis rnam par gnon pas zhus pa shes rab kyi pha rol phyin pa bstan pa): vol. 34; contiene la Suvikrāntavikrāmiparipṛcchāprajñāpāramitānirdeśa ("La sapienza trascendente sulle domande di Suvikrāntavikrāmin").
- 15. ཤེས་རབ་ཀྱི་ཕ་རོལ་ཏུ་ཕྱིན་པ་ལྔ་བརྒྱ་པ། (shes rab kyi pha rol tu phyin pa lnga brgya pa): vol. 34; contiene la Pañcaśatikāprajñāpāramitā ("La sapienza trascendente in cinquecento stanze").
- 16. ཤེས་རབ་ཀྱི་ཕ་རོལ་ཏུ་ཕྱིན་པ་རྡོ་རྗེ་གཅོད་པ། (shes rab kyi pha rol tu phyin pa rdo rje gcod pa): vol.34; contiene il Vajracchedikā ("[Il sūtra del] Diamante che recide [l'illusione]").
- 17. ཤེས་རབ་ཀྱི་ཕ་རོལ་ཏུ་ཕྱིན་པའི་ཚུལ་བརྒྱ་ལྔ་བཅུ་པ། (shes rab kyi pha rol tu phyin pa'i tshul brgya lnga bcu pa): vol. 34; contiene il ''Prajñāpāramitānayaśatapañcaśatikā ("I principi della sapienza trascendente in centocinquanta stanze").
- 18. བཅོམ་ལྡན་འདས་མ་ཤེས་རབ་ཀྱི་ཕ་རོལ་ཏུ་ཕྱིན་པ་ལྔ་བཅུ་པ། (bcom ldan 'das ma shes rab kyi pha rol tu phyin pa lnga bcu pa): vol. 34; contiene il Bhagavatīprajñāpāramitāpañcāśatikā ("L'illustre sapienza trascendente in cinquanta stanze").
- 19. ཤེར་ཕྱིན་ཀཽ་ཤི་ཀ། (sher phyin kau shi ka): vol. 34; contiene il Kauśikaprajñāpāramitā ("La sapienza trascendente per Kauśika").
- 20. ཤེར་ཕྱིན་སྒོ་ཉི་ཤུ་རྩ་ལྔ་པ། (sher phyin sgo nyi shu rtsa lnga pa): vol.34; contiene la Pañcaviṃśatikāprajñāpāramitāmukha ("I venticinque ingressi alla sapienza trascendente").